# 賢者
賢者（けんじゃ）とは、
1. 一般的に賢い人のこと。賢人（けんじん）。反対は愚者。著名な思想家を指して使われることもある。
2. キリスト教の新約聖書に登場する占星術の学者たち。東方の三賢者あるいは東方の三博士。マギ。
3. 中世ヨーロッパの騎士道物語に脇役として頻繁に登場する智慧者、特殊能力者。また、これを下敷にしたファンタジー作品に登場するキャラクターのひとつ。

## 聖書中の賢者

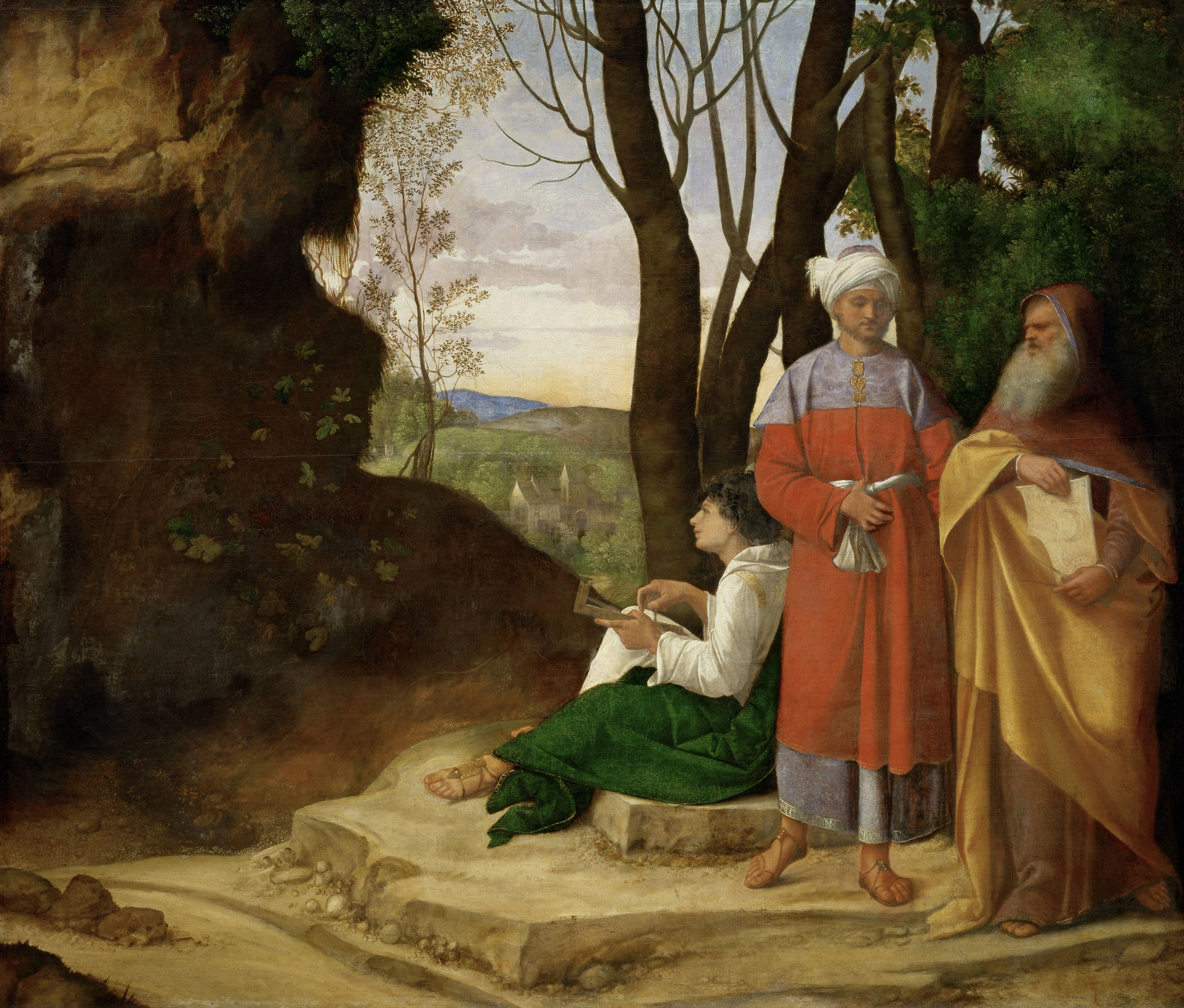
ジョルジョーネによる『三賢者』（16世紀初頭）。左の人物は描かれた当時の天文学者風、真中人物はアラビアの賢者風、右端は古代ギリシアの哲学者風に描かれている。

キリスト教において賢者は、特に『マタイによる福音書』(2:1-13) に登場する占星術の学者たちを指す。英訳聖書では wise men、ラテン語訳聖書では magi（いずれも複数形）。星を見てキリストの降誕を知り、東方から贈り物を持ってやってきた。新共同訳聖書では「占星術の学者たち」と訳しているが、博士、賢者などと訳すこともある。福音書に人数は書かれていないが、贈り物の数から伝統的に3人とされる。「東方の三博士」あるいは「東方の三賢者」。旧約聖書でもエジプトのファラオの側近に賢者や呪術師、魔術師がおり（出エジプト記 7:11）、モーセの奇跡に対抗する。ここで賢者、呪術師、魔術師といった言葉が使われているが、全員同じ術を使うので区別されていないようである。バビロンの王ネブカドネツァルは、占い師、祈祷師、まじない師、賢者に、自分の見た夢を説明させようとしている（ダニエル書 2:2）。『イザヤ書』には「ファラオの賢者、参議ら」という言葉が見える (19:11)。
聖書中に登場する賢者は、主に周辺の異教徒の国で宮廷に仕えていた知識人を指すようである。参議、呪術師、魔術師などと並べられているが、その区別ははっきりしない。ラテン語訳新約聖書に使われた magi は、魔術師（英語: magician）の語源である。
中世ヨーロッパのキリスト教国の人々から、偉大な錬金術師にして賢者と認識されていた人物に、ラテン名ゲーベル（ジャービル・イブン＝ハイヤーン）がいる。彼はアッバース朝5代目カリフに仕えた宮廷学者である。非ユダヤ教が非キリスト教と変わっているところはあるものの、聖書中の賢者像と変わっていない。

## 騎士道物語中の賢者
騎士道物語のパロディとして17世紀にスペインの作家ミゲル・デ・セルバンテスが書いた『ドン・キホーテ』は、その二の巻に賢者を登場させている。
「騎士はいずれも、1人または2人の賢人を判で押したように持っていたもので」
当時読まれていた騎士道物語の多くは、主人公である騎士に付き添う「賢者」が登場するのが定番であったことが分かる。セルバンテスはシーデ・ハメーテ・ペネンヘーリなる架空の人物を登場させ、主人公ドン・キホーテの伝記を記録させている。
セルバンテスが賢者として登場させたこの人物は、アラビアの歴史家という肩書きで紹介されている。英語で Wise old man あるいは Philosopher と記される賢者像は、広範な学問知識を持つ者として捉えるのが適当であろう。英語の Philosopher を「哲学者」と訳すのは、17世紀の科学革命以降に学問知識が分科してからの呼び方である。
騎士道物語が書かれた背景に十字軍やレコンキスタがあることを思えば、当時に学問知識が先行していたイスラム世界（イスラム帝国）から、賢者たちがやって来るのは自然であったであろう。実際、中世ヨーロッパの人びとに最も偉大な賢者として知られていたのは、ラテン名ゲペルというイスラムの宮廷学者であった。ヨーロッパが錬金術の時代を経てイスラム科学に追い付き、追い越すのは科学革命以降となる。それまでは、信じがたい知識を持つものは恐れられる存在であった。
また、キリスト教の立場からは、彼らは異教の魔術を使うものと考えていた。アーサー王に召し抱えられたマーリンは、彼が持つ不思議な力から魔法使いと呼ばれている。古代ケルト人の祭司職であるドルイドの姿を投影しているかもしれない。

## 近現代の作品における賢者
ファンタジー小説やゲームなどのフィクションにおいては定番の登場人物であり、しばしば主人公（勇者など）に助言などをする「魔法使い」の役割を担っている。英語では Wise man, Wise Old Man などと呼ばれる。
コンピュータRPGやテーブルトークRPGなどのゲームにおける賢者は、（高レベルの）魔法の使い手としての役割を与えられていることが多い。こうしたヨーロッパ系ファンタジーを素材にした作品に登場する賢者のキャラクターは、中世の騎士道物語の伝統を踏襲していると見られる。